# عاري البوغ متباين الأوراق
عاري البوغ متباين الأوراق (الاسم العلمي: Gymnosporia heterophylla)، هي شجرة أفريقية صغيرة صلبة ونفضية يصل ارتفاعها إلى 5 أمتار، وتوجد في أماكن صخرية منتشرة على نطاق واسع من إثيوبيا والسودان والكونغو وجنوب محافظة كيب وغربًا إلى أنغولا وناميبيا، وكذلك السعودية والجزر المجاورة لمدغشقر وسانت هيلانة، مع أنواع قريبة الصلة من موريشيوس.